# 成 (疏勒王)
成（?—?），东汉时疏勒（今新疆维吾尔自治区疏勒县）王。
龟兹（今新疆维吾尔自治区库车县）王建是北匈奴所立，他倚仗匈奴的威势，控制西域北道，进攻并杀死了疏勒王成，将自己的臣子兜题立为新王。74年，班超废除龟兹王建拥立的疏勒王兜题，将疏勒王成哥哥的儿子忠立为疏勒王。